# Програм Земља легенди
Програм Земља легенди има за циљ промовисање и ревитализацију уметности приповедања у региону Крунуберг, у јужној Шведској. Године 2018. Земља легенди је уврштена у Унесков Регистар добрих пракси заштите – регистар осмишљен да заштити светско нематеријално културно наслеђе. То је прва номинација те врсте у Шведској и тек 20. усвајање у овај Регистар на глобалном нивоу.

## Историја
Крајем 1980-их, библиотекари и наставници у региону Крунуберг организовали су фестивал који је укључио практичаре, ентузијасте и стручњаке из разних делова Шведске да би разговарали о проблему одумирања пракси причања прича ради размене искустава и преношења знања и вредности и осмислили могућа решења. У новембру 1990. године, створена је Мрежа причања прича у Крунубергу како би се подигла свест о угроженој одрживости приповедања и развиле мере за његову ревитализацију. Мрежа је покренула програм Земља легенди, који организује низ активности укључујући фестивал причања прича, кампове за тинејџере, активности у школама и академским круговима, курсеве за будуће наставнике. Временом су се развили међународни контакти и неколико аспеката програма послужило је као модел за активности на другим местима.

## Мрежа причања прича у Крунубергу
Мрежа причања прича у Крунубергу је непрофитна организација која брине о усменој традицији и жели да допринесе да се традиција усменог приповедања настави; желе да шире знање о народним причама и легендама. Такође делују као мрежа између људи који су заинтересовани за приповедање. Налазе се у Јунгбију (јужна Шведска), где воде Музеј легенди који има многе активности усмерене и на јавност и на школе. Сваке године организују Јунгби Фестивал причања прича, где око 50 приповедача из целог света долази да исприча своје најбоље приче.
Током остатка године организују разне представе, предавања и универзитетске курсеве. Имају едукативне активности за најмлађе па све до најстаријих посетилаца. Уручују и награду Микел којом поклањају пажњу некоме ко је уложио велике напоре да очува усмено предање. Мрежа причања прича из Крунуберга има чланове из свих нордијских земаља.

### Музеј легенди
Музеј легенди у Јунгбију је срце Земље легенди. Учење о древној традицији усменог приповедања је забавно и информативно и за децу и за одрасле. Самостално или са водичем, може се сазнати много о мистичној прошлости Смоланда, доброј и лошој.

### Места легенди
Путовање у Земљу легенди је путовање у земљу у којој постоји све – од гоблина, преко заборављених призора и невероватних природних лепота, до начина да сазнате о људима и њиховим животима у ранијим временима. Данас постоји 60 легендарних места за посету. На 40 њих могу се наћи детаљи о легендарном догађају скривеном у ормарићу. Једна од легенди је легенда о Бланди који је победио Данце код Бравале. Швеђани су лукаво почастили данске војнике гозбом и обиљем пића, пре него што су се искрали са ножевима у руци када су војници заспали... остало је историја. За данског краља се каже да је сахрањен у великом јарку поред језера Дансјон. Отуда и назив места - „Краљева пећина“.